# Darren Randolph
Darren Edward Andrew Randolph, född 12 maj 1987, är en irländsk fotbollsmålvakt. Han har även representerat Irlands landslag.

## Karriär
Den 30 maj 2015 bekräftade West Ham United att man värvat Randolph och att han skulle gå till klubben den 1 juli då hans kontrakt med Birmingham City gått ut. Han debuterade den 2 juli i en 3–0-vinst över Lusitanos i Europa League-kvalet.
Den 22 juli 2017 värvades Randolph av Middlesbrough, där han skrev på ett fyraårskontrakt. Den 15 januari 2020 återvände Randolph till West Ham United, där han skrev på ett 3,5-årskontrakt.
Den 26 januari 2023 värvades Randolph av Bournemouth, där han skrev på ett 1,5-årskontrakt.